# Ли Кећанг
Ли Кећанг (кин: 李克强; пин: Lĭ Kèqiáng; Хефеј, 1. јул 1955 — Шангај, 27. октобар 2023) био је кинески политичар и премијер НР Кине. Осим тога вршио је функцију секретара Комунистичке партије Кине и Државног савета Народне Републике Кине.
Ли је уз то био и другорангирани члан Политбироа КПК, дефакто највишег одлучујућег органа Кине. Од 2008. године до 2013. године, Ли је служио као потпредседник Кине, а у том периоду био је и први заменик премијера Вен Ђабаоа, а под његову надлежност тада су спадали и економски развој, управљање ценама, финансије, климатске промене и макроекономско вођење.
Ли се пробио кроз редове Партије започевши политичку каријеру у омладини КПК. Од 1998. године до 2004. године био је гувернер покрајине Хенан и секретар КПК дотичне покрајине. Потом је био именован за секретара КПК покрајине Љаонинг, што га је довело на највиши положај у тој провинцији. Наследио је Вен Ђабаоа као премијер Народне Републике Кине у тзв. „петој генерацији” комунистичког вођства Кине.